# Robert Žbogar
Robert (Robi) Žbogar, slovenski plavalec, * 6. marec 1989, Kranj.
Žbogar je za Slovenijo nastopil na plavalskem delu Poletnih olimpijskih iger 2012 v Londonu, kjer je v disciplini 200 m delfin osvojil štiriindvajseto mesto. 